# سندی بریج

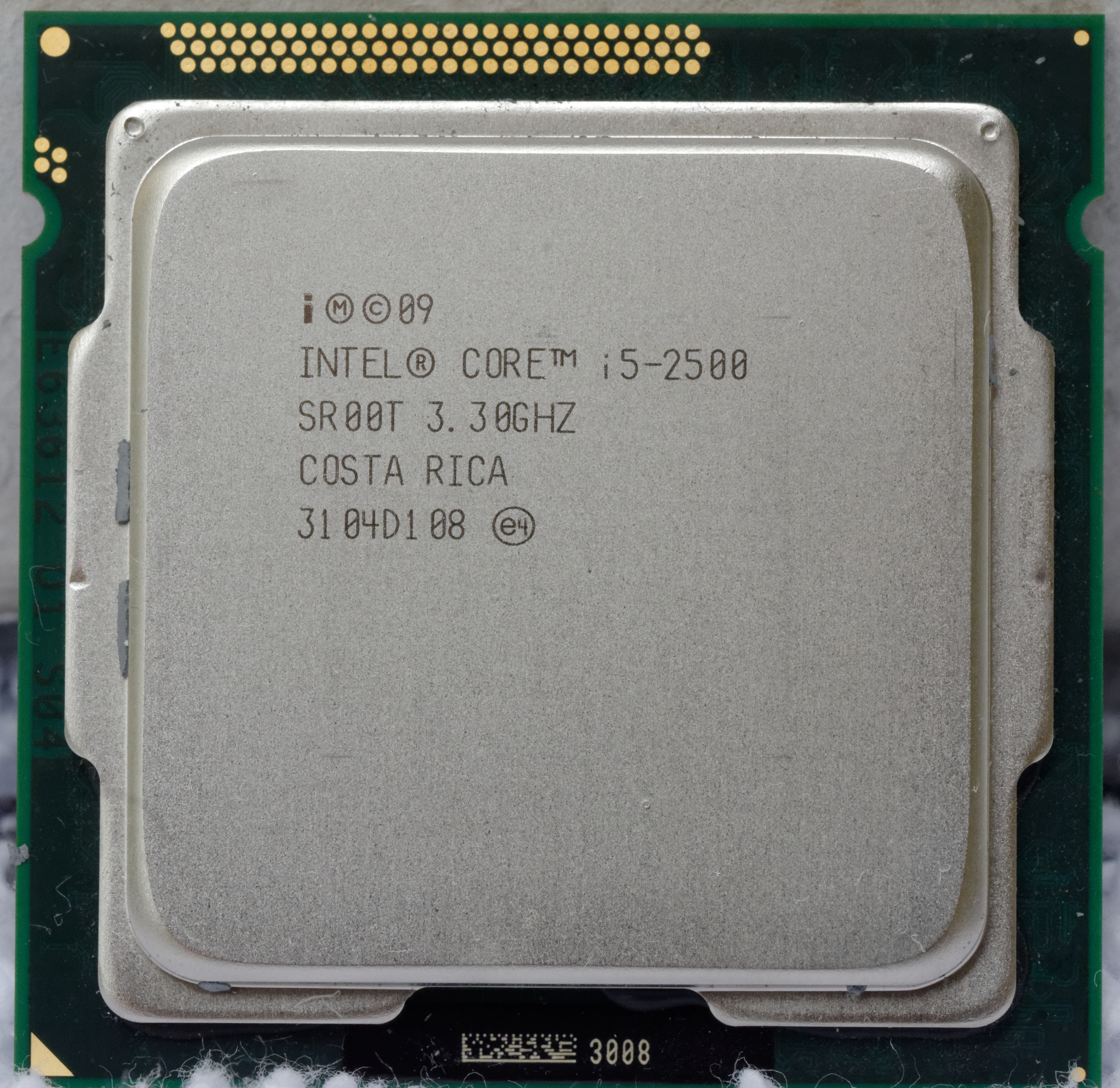
نمای بالا از پردازنده سندی بریج آی ۵

سندی بریج (به انگلیسی: Sandy Bridge) یکی از معماری‌های پردازنده‌های اینتل است که برای اولین بار در مارس ۲۰۱۱ وارد بازار شد. این نسل از پردازنده‌ها، به کاربران امکان پردازش موازی می‌دهد. این پردازنده را می‌توان در ابر رایانه‌ها هم استفاده کرد. سندی بریج همچنین به پردازنده نسل دوم معروف است. تعدادی از این پردازنده‌ها در عین حال شامل پردازندهٔ گرافیکی نیز هستند.  در سیستم تیک تاک اینتل این معماری تاک معماری قبلی نلهام است. پروسهٔ تولید این پردازنده‌ها از سال ۲۰۰۵ آغاز شد. اینتل این معماری را برای اولین بار در سال ۲۰۰۹ به نمایش در آورد.  این پردازنده‌ها بیشتر در بخش اسرائیلی اینتل طراحی شده‌اند و نام داخلی آن ها گرشن (به معنی پل در زبان عبری) بود. 